# DSjK
DSjK 1938 är en sovjetisk tung kulspruta från andra världskriget. Namnet DSjK är en förkortning för Degtjarov-Sjpagin Krupnokalibernyj, (ryska: Дегтярёва-Шпагина Крупнокалиберный) eller desantno-sjturmovoj krupnokalibernyj (ryska: десантно-штурмовой крупнокалиберный) där krupnokalibernyj betyder grovkalibrig. Namnet uttalas ibland Dusjka som betyder ungefär raring eller älskling.

## Historia
1930 konstruerade Vasilij Degtjarov en tung kulspruta som fick namnet DK (Degtjarjov Krupnokalibernyj). Den var en uppskalning av DP 28 och matades från ett trummagasin om 30 patroner. Behovet av magasinsbyten gav dålig ihållande eldhastighet och vapnet kompletterades 1938 med en bandmatning konstruerad av Georgij Sjpagin och fick därmed namnet DSjK.
Den nya konstruktionen visade sig vara mycket lyckad och började snabbt tillverkas i stor skala. Dess lavett designades likt många samtida lavetter för användning både för luftvärn och som understödsvapen med hjul för infanteri. Mot slutet av kriget monterades den också ovanpå tunga stridsvagnar som IS-2 och ISU-152 och som huvudvapen på den lätta stridsvagnen T-40.
Efter andra världskriget genomgick konstruktionen en modernisering och försågs bland annat med en ny bandmatning. Den moderniserade modellen kallas DSjKM eller DSjK 1938/46 och används som huvudbeväpning på bland annat BRDM-1. Den tillverkas fortfarande på licens i Kina under namnet 12,7 mm Typ 54.

## Konstruktion
DSjK är ett helautomatiskt, luftkylt vapen med gaslås som avfyras från öppet slutstycke. Gascylindern sitter under pipan och pistongen sitter fast monterad mot slutstycket. Till skillnad från många andra luftkylda kulsprutor har DSjK inte utbytbar pipa. Pipan kan visserligen bytas ut, men är en omständlig process som tar flera minuter och kräver verktyg och åtskilliga handgrepp. I stället är pipan försedd med kylflänsar.

## Bildgalleri

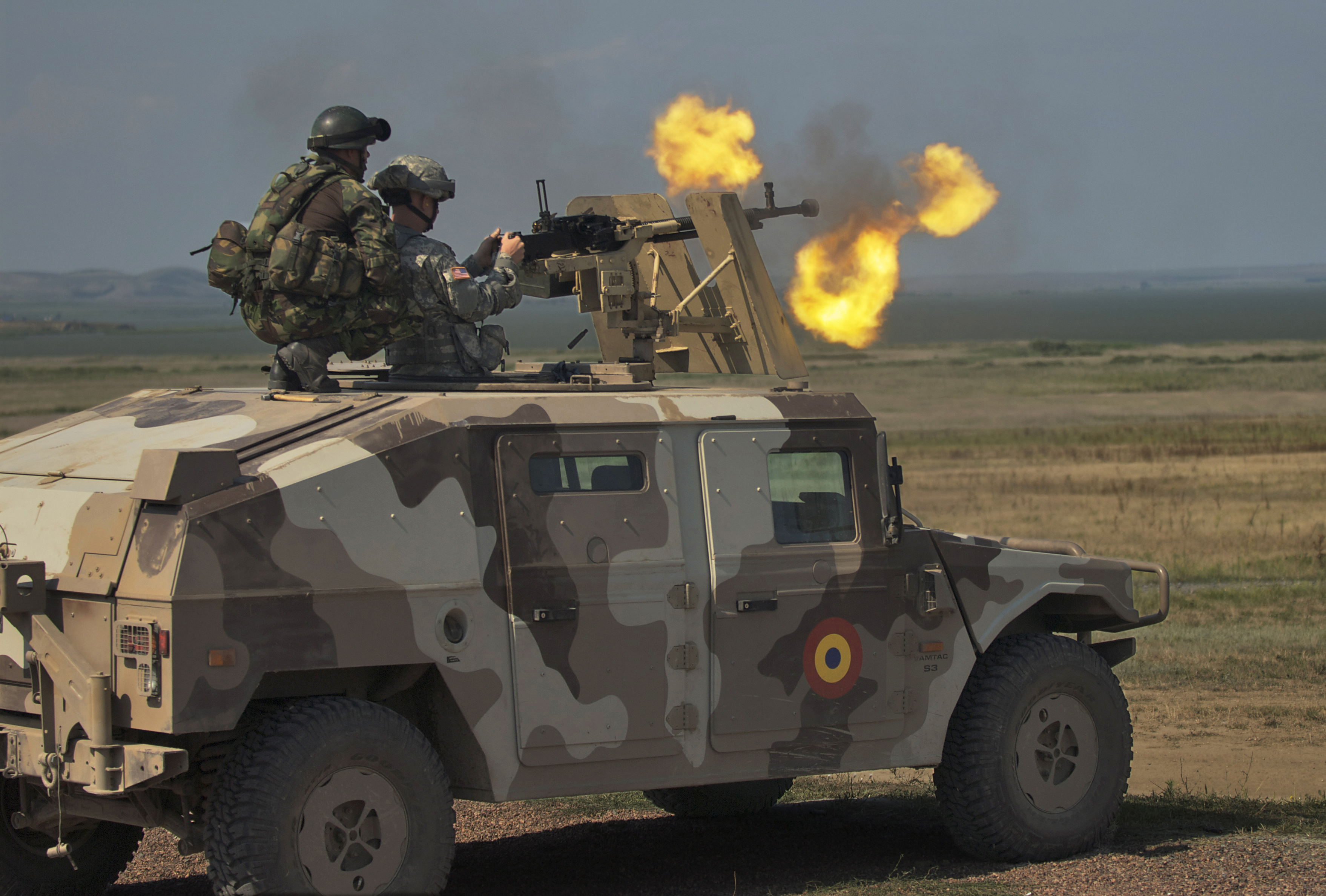
En DSjK monterad på en rumänsk URO VAMTAC vid skjutfältet Babadag.
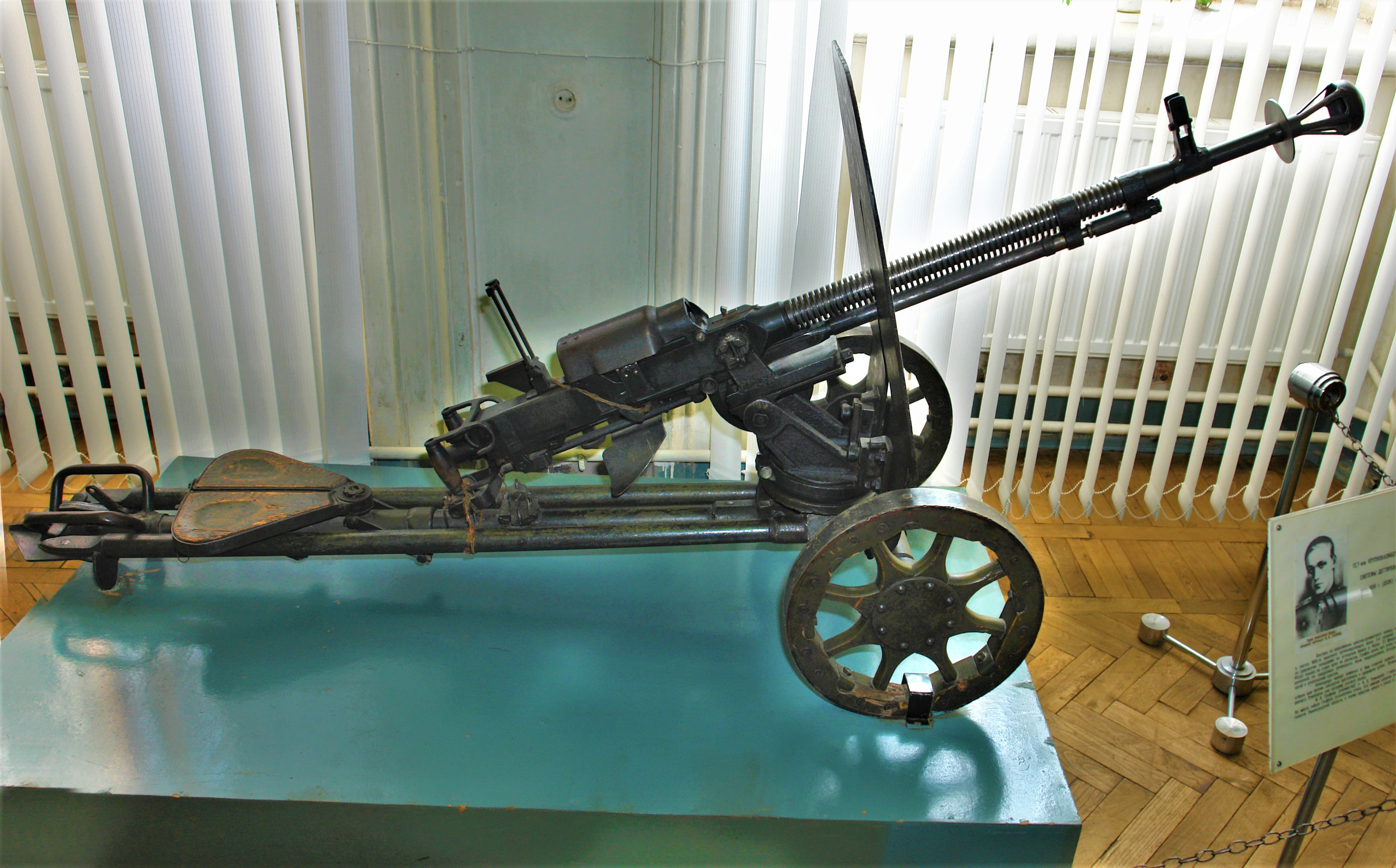
En DSjK i markkonfiguration.
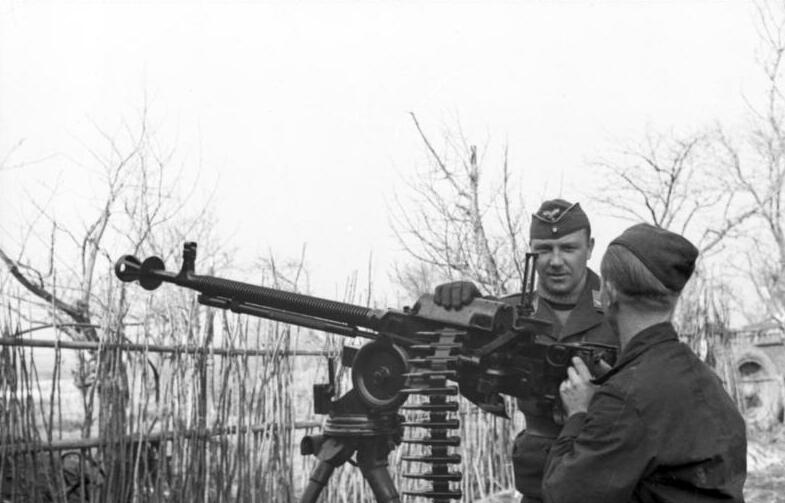
Två soldater från Luftwaffe med en erövrad DSjK.
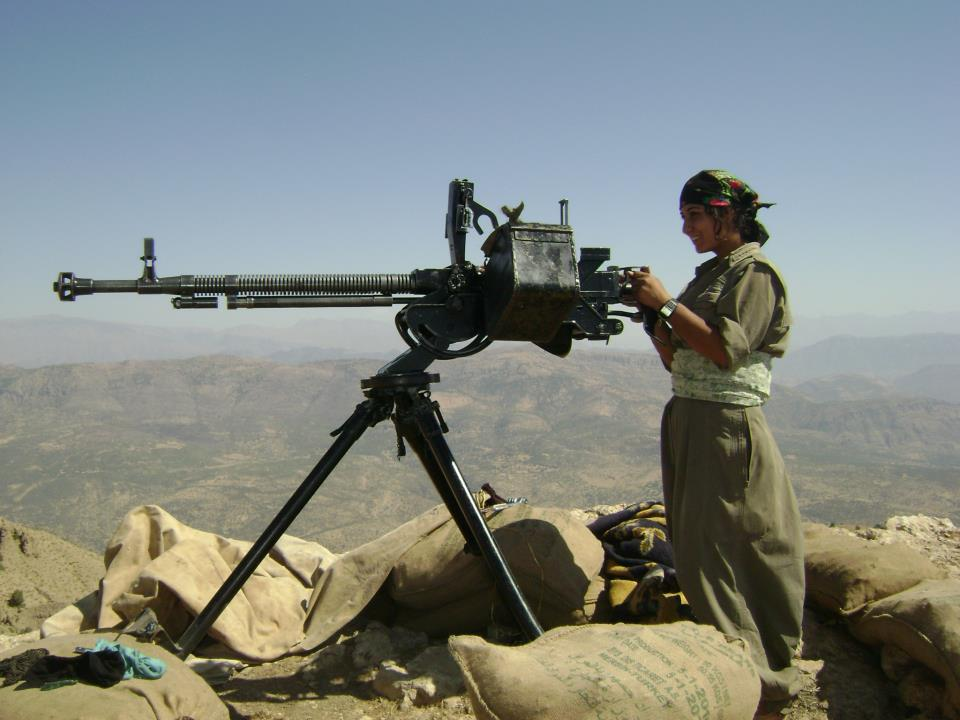
PKK gerillakrigare bakom en DSjK.